# بولاماجی (خدابنده)
بولاماجی (خدابنده)، روستایی از توابع بخش سجاس‌رود شهرستان خدابنده در استان زنجان ایران است.از مکان های دیدنی میتوان به چشمه ی تاریخی،کوه کاماه(کاماه داغی)باغ های گردو و ...اشاره کرد

## جمعیت
این روستا در بخش سجاسرود قرار دارد و براساس سرشماری مرکز آمار ایران در سال 1395، جمعیت آن 870 نفر (۱۹۷خانوار) بوده‌است.